# Temesközi rekatolizáció

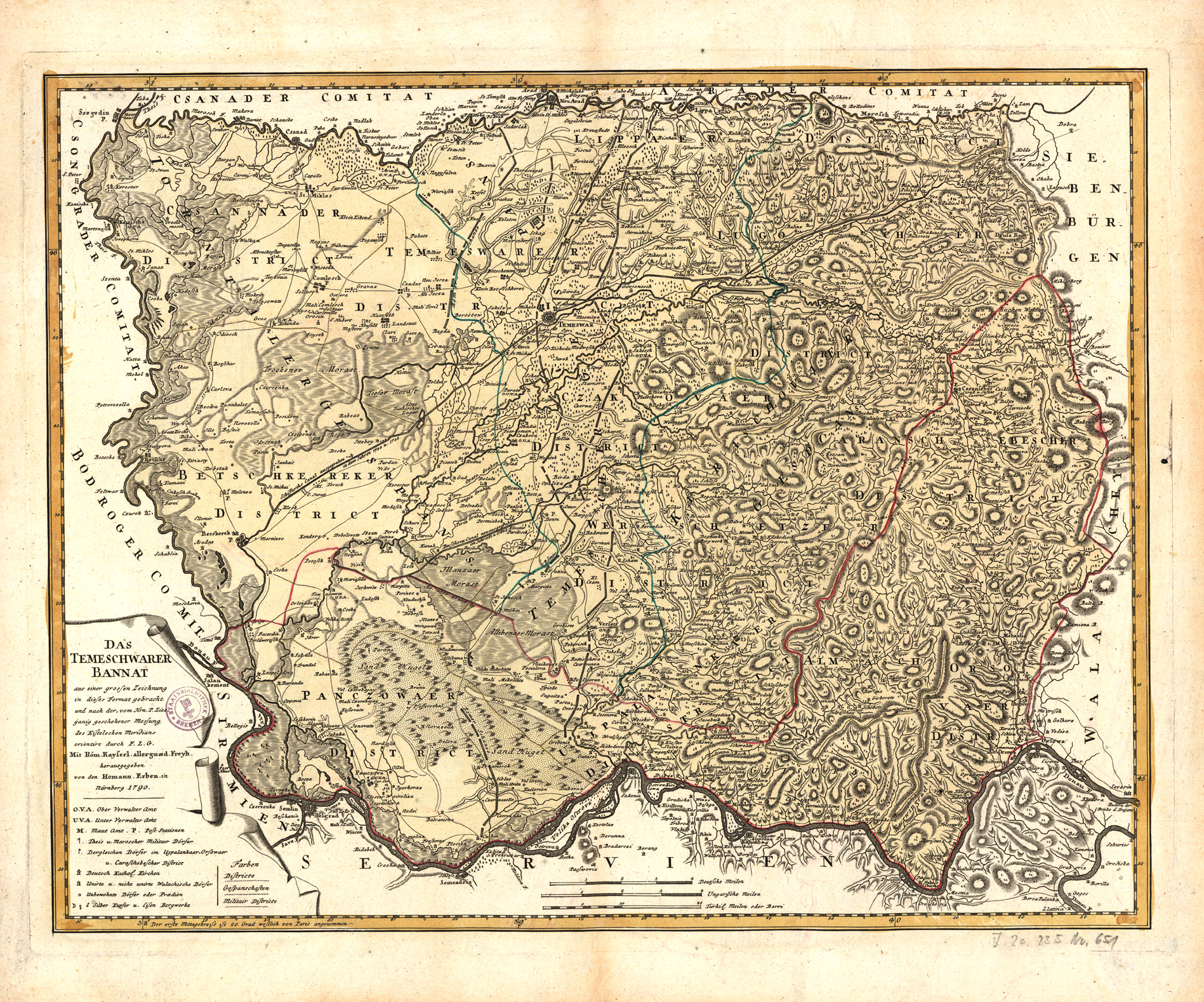
Az 1790-ben készült "Das Temeschwarer Bannat" című térképmű

## Története

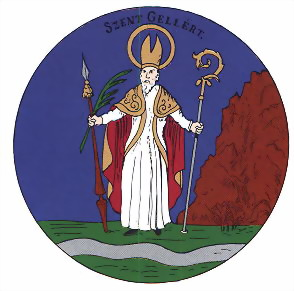
Csanád vármegye ősi címere

A Temesköz a legrégebbi tájegységi neveink egyike, a magyarság a honfoglalás után benépesítette, sűrűn lakott vidék lett. Területén jött létre a Csanádi Püspökség 1030-ban, első püspöke Szent Gellért. A középkorban is folyamatosan lakott vidék, bizonyítják az 1333-as pápai tizedjegyzékek, a temesközi magyar rendek fönn maradt birtoklevelei, a falvak nevei de a török adó lajstromai is. A hódoltsági területein a török nem tiltotta a keresztény vallások gyakorlását. Ismeretes a budai pasa üzenete, református lelkipásztorokat hív a hódoltsági területekre, jutalmat és oltalmat biztosítva. A Szent liga szövetséges államai, benne a Habsburg Monarchia a 17. században a törököt a Tisza-Maros vonaláig kiszorították Magyarország nagyobb részéből. A háborúnak a karlócai békeszerződés vetett véget. Megállapodtak többek között, hogy a Dél-Alföld a Tisza és a Maros délre eső része, a folyók bal oldala, Temesköz továbbra is a török birtokában marad 25 évig. A keresztény lakosság a török hódoltságban vallását továbbra is szabadon gyakorolhatja. "A határszéli várakat a felek megőrizhetik, de újat nem építhetnek", így maradtak fönn Szeged és Csanád várai. A békeszerződés alapelve: ahogy birtokoljátok (uti possidetis) Béke azonban csak Temesközben a török hódoltságban volt még közel két évtizedig. Magyarországon folytatódott a Habsburg katonai megszállás, a németek betelepítése. Befogadták a szerb menekülteket majd fölvették őket a Habsburg monarchia zsoldos katonaságába.
A Tisza és a Maros jobb oldaláról kitelepítették a magyar falvak lakosságát, a bécsi haditanács rendelkezése alá besorolt területeket Szeged, Makó, Arad vidékeit kivették a magyar megyerendszerből, a haditanács uralma alatt maradtak. Az itt állomásoztatott zsoldos délszláv katonákat fölhasználták a Rákóczi-szabadságharc idején, ami véres konfliktusokhoz vezetett. A törökök a Temesközt 1718-ban föladták. A Tisza-Maros mentén már létező katonai területeket kiterjesztették Temesközre is. A délszláv zsoldosokra miután császáriak már nem tartottak igényt szolgálatukra (1751) sokan Oroszországba távoztak. Szegedre, Makóra és környékére vissza jöttek a magyarok. 
A Maros jobb oldalán a megüresedett szerb szállás helyeket nagy részben, német és román telepesek kapták. Előbb a XVII. század végén a Keresztény liga zsoldos csapatai Magyarországon állomásoztak, a téli ellátásukról, szállításukról a rospontról lakosságnak kellett gondoskodni. Rendezetlen volt a lakosság védelme. A magyarok most is csak magukra számíthattak. A mohácsi vész idején a Pápa de a Habsburg Császár is a török szövetségese volt. Magyarországon III. Károly király betiltotta a protestáns vallásokat, templomaikat általában vissza állították katolikus templommá, a hívőket a katolikusokhoz rendelték. A pozsonyi Törvényszék elé állítottak hűtlenség vádjával 400 református lelkészt és tanítót, 41 személyt gályarabságra ítéltek. Az országban az állandó zsoldos hadsereg katonái állomásoztak. A közös birodalmi hadsereg eltartási költségeit 8,5 mill./évi/ Ft ebből Magyarország közel 3 mill. Ft fizetett évenként./21/ 
Ismeretesek Antonio Caraffa, a Szent Szövetség zsoldos hadvezér rémtettei: 1687-ben Eperjesen rangos, gazdag családfőket kivégeztetett, vagyonaikat elkobozta. Mindez megismétlődött Debrecenben és Brassóban is. Caraffa később a Császár-Magyar Királytól Magyar honosítást földbirtokot és bárói címet kapott. Boanvisi Nuncius írta a Pápának, hogy ,,csak bosszújukat akarják a magyarokon kitölteni, a jószág elkobzást azért eszközlik mert hasznot akarnak húzni a zűrzavarból. Gróf Csáki kalocsai püspök írja Popovics Vince szerb püspöknek: "Tegyen lépéseket ama kegyetlen bűnözők ellen akik Rákóczi felkelés idején embertelenül viszonyultak a védtelen magyar lakossággal szemben."

## Török alatt 1718-ig

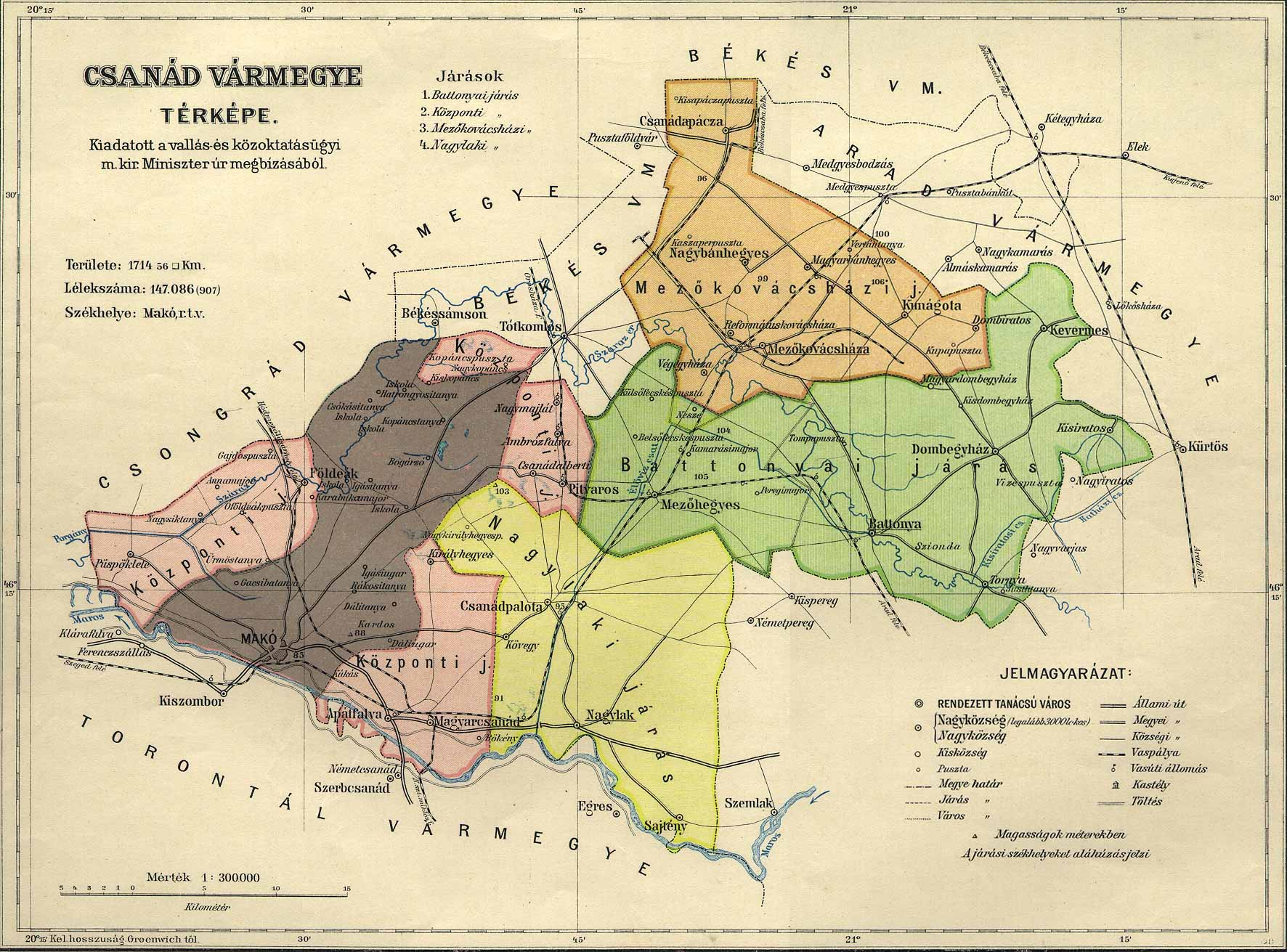
Csanád vármegye közigazgatási térképe (1714)

A török hódoltságban rekedt az egykori Csanádi egyházmegye lakossága 1718-ig elkerülte az erőszakos rekatolizációt. A Temesközi síkság sűrűn lakott, kiváló termőföld, fekete humusz, természetes adottsága, hogy enyhén kiemelkedő a Temes völgyéig, árvízmentes terület. Már a középkorban is a magyarok lakták a Csanádi Egyházmegye területét. A XVI. században sok katolikus magyar hívő áttért a református vallásra. Perényi Péter és Petrovics Péter temesi főispánok támogatták a protestánsokat. Török Bálint buzgó terjesztője a volt protestáns vallásnak Temesváron. Már a XVI. században biztos talajon állt ez a vallás. Lippai Kristóf protestáns iskolát vezetett Temesváron. A jó földön gabonát termeltek és lábas állatot neveltek nagy számban. Varjas egy ma is létező átlagos falu a török 150 adófizető családot tartott nyilván. 
A Maros jobb oldalán fekvő Makó a hódoltság idején református várossá lett, szervezett körülmények között 20-30 teológust képeztek ott. Ezen a helyen volt az átkelő a Maroson Csanádra, az alföldi marhakereskedés nagy részét itt bonyolították. A Hunyadiak idején a hegyvidékkel együtt, a Temesközben 30 vár, 22 város és 900 falu volt, területe közel 30000 nkm. A még a magyarok által a középkorban épített várakat a török után/1718/ a Habsburgok leromboltatták. Az elsők között volt az ősi Csanád vára a volt püspökség székhelye, a Szent György székesegyház és a város, Föllaki vár, Lippai vár, Lugosi vár, Csákvár és a többi. Mind ezt a császári hadsereg végezte bécsi utasításra, de lebontották a református templomokat is az utolsóig. A Maros jobb oldalán, a szomszédos Erdőháton a régi református templomok ma is állnak.

## Temesköz a császári Haditanács katonai irányítása alatt /1718-1778/
1716 őszén a törökök katonasága harc nélkül kivonult Temesközből, Temesvár várát átadta a Monarchia katonaságának. A monda szerint 1000 szekeret és kíséretet adtak a Belgrádba elvonuló oszmán hadaknak és családjaiknak. Magyarország teljes területét a török elhagyta. A Temesváron menedéket talált kurucok védelem nélkül maradtak, sorsuk a többi magyar sorsa lett a kiutasítás. A pozsareváci Békeszerződést aláírták a felek /1718. 06.21./ A Monarchia megkapta a Havasalföld Oltig eső részét is /1739-ig/. Ez volt a Craiovai Bánság aminek neve a Temesközre is átterjedt Temesközt VI. Károly Habsburg császár a Haditanács irányításával katonai uralmat vezetett be, 1718-ban Nádasdy László 1710-ben kinevezett magyar királysági püspökfőispánt a Csanádi egyházmegye teljes területéről kiutasította Mercy Florimond katonai főparancsnok. A magyar királyság Csanádi püspöksége saját területén nem működhetett Újabb több mint fél évszázad telt el, Bánságban magyar királysági egyházmegye nélkül, az adminisztráció által különböző helyekről verbuvált papság sok esetben nem is voltak fölszentelve. 1778-ban a Csanádi egyházmegye Temesváron székhelyet és püspököt kapott. Christovits Imre /1777-1798/ az egyházmegye régi területéhez a Tisza és a Maros jobb oldalán újabb területeket csatolt, a Csanádi püspökséghez, a magyar királysági püspöki karhoz tartozott. Az első bérmálást a török után 1780-ban végezte a püspök. 
A Temesköz 1778-ban újra a magyar Király Mária Terézia joghatósága alá került. Levéltári anyag hiányosan megtalálható a budapesti levéltárban. Joachim Bohlke lipcsei egyetemi tanár nagy monográfiát irt ,,A magyar püspöki kar és a Habsburg Monarchia.,,/19/ A ,,Bánátot /Temesközt/ a szerző az államegyházi reform politika laboratóriumának nevezi," a terület/Bánság/ bizonytalan helyzete lehetővé teszi az államérdekek /Habsburg/ erőszakos érvényesülését. A XVIII. században Bécs törekszik az absaluto potestat, mindez sértette a magyar katolikus klérust, az alkotmányos rendet, oda vezetett, hogy II. József rendelkezéseit törvénytelennek nyilvánítsa, a magyar püspöki kar, olyan aktivitást fejtettek ki amire alig van példa a történelemben. A főkegyúri jog rendhagyó alkalmazása, püspökségek alapítása, megszüntetése, Püspökök székbe ültetése több esetben ortodox püspökségeket hoztak létre, a magyar király nevében, mind ezt a Szentszék, de az ortodox Pátriárka sem ismerték el. A temesközi őshonos lakosság, de az ősi Csanádi egyházmegye is 60 évig nem állhatott föl, nem vehetett részt a magyar püspöki kar határozataiban. A teljhatalmat Mária Terézia királynő is gyakorolta, 1778-ban került Bánság a magyar király joghatósága alá, kinevezte magát a német telepesek főkegyurának. A telepeseknek a Temesközben nem volt más rendi ura, templomaikat iskoláikat a Királytól kapták. 
A más ajkú lakosságnak az új honosított földesúrak lett a kegyura annak jobbágyai, vagy zsellérei lettek, Róma többször tiltakozott. II. József császárt /1782/ maga a pápa kérte, tartsa be az egyház törvényeit. 1783-ban II. József császár és VI. Piusz pápa Rómában értekeztek, a pápa nem hátrált meg, újra figyelmeztette a királyt, a főkegyúri jog a pápát illeti, nem létezhet püspök pápai fölszentelés nélkül. /23/ A Temesközben, a Csanádi egyházmegye nem működött, 1718- 1778-között. A közkézen forgó cenzúrázott monográfiák az abszolutista Habsburgokat dicsőítik. A magyar püspökök nem veszélytelen kiállását meg sem említik. A Temesköz első katonai főparancsnokának Mercy Claudius Florimond zsoldos francia hadnagyból lett főtisztet nevezte ki a bécsi haditanács főparancsnoknak. Hűséges szolgálataiért, földbirtokokat kapott Tolna, Baranya és Fejér megyékben, honosított magyar lett, grófi címet kapott 1723-ban. A Habsburgok elhatározták, hogy Temesközt Bécsből a Hadi tanács katonai irányítása alatt, Kollonisch által kidolgozott tervek szerint, németekkel betelepítik. A magyar őshonos lakosságot Temesközből kitiltották.
A magyar rendek, alkotmányos jogait a Temesközben nem érvényesíthették, megszűnt az ősi földesúri kegyúri jog, a jobbágyok a földhöz és házaikhoz kötődő joguk is elveszett, nincstelen hazátlan zsellérek lettek. Az elvett földbirtokokat két részre osztották a temesi síkságot a legjobb termőföldeket a német telepeseknek adták. A főkegyúri jogokat az új Bánátban 1778-után a magyar apostoli király Mária Terézia gyakorolta, ő lett a német telepesek kegyura egyben fő kegyúr a pápa helyett, a német telepesek szabad menetű jobbágyok lettek, A nagy földbirtokokat eladták, idegeneknek a magyar alkotmány nem tette lehetővé a rendi jogok idegenek általi birtoklását, következett a tömeges honosítás megkapták a magyar rendi jogokat, a jobbágy jogot, új idegen jobbágyokat hoztak földjeikre. Csanádi egyházmegye teljes birtokait is eladták az egyházmegye újra fölállását 1778-ig akadályozták, ősi székhelyét lebontották. A császár amit a magyar alattvalóinak máshol már biztosított, vallásszabadságot, a szatmári békében a magyar rendek birtokjogait garantálta, a Temesközben karhatalommal akadályozta.

## Őshonos lakosság kirekesztése és a rekatolizáció
Mercy Claudius Florimond megkapta a parancsot a Temesközt készítse elő a német betelepítésre. Ami valójában azt jelentette, hogy a honos lakosság házaiba költöztetik az érkező német telepeseket. Szatmárban a német telepesek mellett a református őshonos magyar lakosság helyben maradhatott. A Temesközben nem engedték meg, a magyarok házait elvették majd a telepeseknek adták. Ismert tény, hogy Tisza-Marosszög déli oldal sűrűn lakott vidék, a fönn maradt falvak őshonosak, neveik ismertek a középkorból és még ma is ugyan azok. A pápai tized jegyzékben évszázadok óta szerepelnek, ezek a falvak, de a török időkben is, a református egyháznak is volt nyilvántartása. Mercy parancsnok 1723-1725 között összeírást készíttetett a kiürített falvakról házakról,/12/ például a Tisza-Maros szögből több egymás melletti falu a nyilvántartás szerint: Vinga, kiürített falu/13/ Monostor kiürített falu Kenézfalva, Varjas, Szentpéter /Németszentpéter/ falvak, a volt adófizető lakosságának töredéke szerepel ebben a kitelepítés utáni összeírásban. Csak akkor válik érthetővé ez az abszurd lakossági összeírás, ha tudjuk, hogy az őshonos lakosság előbb már hontalan zsellérré lett nyilvánítva és nem szerepel már semmilyen nyilvántartásban. 
A mára publikussá vált katonai térképek 1769. évben készültek,/13/ nagy léptékben, láthatók a falvak őshonos spontán kialakulása, a határrészek is. A térkép feltünteti a telepes lakók falvankénti létszámát. 1769-ben mikor a térképek készültek még nem léteztek új telepes falvak, mindez a térképeken jól felismerhető, de csak az 1769 évi eredeti első katonai térkép a valódi. A németek a kitelepített lakosság házaiban laktak. A Merczy-féle összeírás és a térképen szereplő létszám összevetéséből tudható a kitelepített lakosság létszáma, még pontosabb adat a török adólajstrom. A Habsburgok által 11 katonai kerületre osztott Temesközben a temesvári kerületben 71 faluból 58 kiürített volt /kat.lex./ A falvak magyar nevei a középkor óta változatlanok maradtak, mint ahogy folyók vagy más földrajzi nevek is. 160 év alatt a köznép a hódoltság alatt is megőrizte anyanyelvét./15/ A telepített német lakosság csak római katolikus lehetett, a Pátriárka alá tartozó ortodox vallást betiltották és a protestáns vallásokat is. 
A magyarokat arra kényszerítették, hogy Temesközt hagyják el, a módosabb családok, lelkészek, tanítók elvándoroltak, a Maros és Tisza jobb oldalán a császáriak által fölfegyverzett szerb határőrség állta útját a menekülőknek, az Erdélybe menekülés sem volt veszélytelen. A hontalan sorsú magyarok arra kényszerültek, hogy meghúzzák magukat más etnikumok között, uradalmi szállásokon pusztákon. Egy Békés megyei monográfia beszámol a XVIII. századi telepített lakosságról kb. 1/4 része elszökött./22/ Hasonló monográfiát készített Szentes városa is mind a két helyen találunk temesközieket. A német betelepítés a Temesközben is akadozva haladt, sokan vissza szöktek, kiszolgált katonákat is hoztak, de még 3100 büntetésüket töltő rabot is, de problémás volt a kevert népesség között a rend fenntartása. A helyzetet még súlyosbította az újabb Habsburg-Oszmán háború 1738-1739-ben, sok telepes a Tisza-Marosszögbe húzódott vissza. Temesköz lepusztult vidék lett.

## Mária Terézia császárnő közreműködése
Mária Terézia apostoli magyar király uralma alá 1778-ban került a Bánság. A magyarok kirekesztését megszüntette, és újra fölállította 1778-ban a Csanádi püspökséget Temesváron. A három megyét vissza vezette a magyar megyerendszerbe. A Szent-szék ellenezte,hogy a király főkegyúri Pápai jogokat, rendhagyó módon maga alkalmazza, a Pápa helyett, az egyház ügyeit is maga intézte Bánátban hivatkozva a pseudó bullára. 1780-évben elhunyt, és fia II. József követte volna a trónon, de Ő nem koronáztatta királlyá magát, így kapta a kalapos király nevet.
Bánság földbirtokait, ide értve a Csanádi Egyházmegye birtokait is, a Habsburgok eladták balkáni kereskedőknek, udvari beszállítóknak, magyarországi honosítást, grófi címet, magyar rendi jogokat is adtak hozzá. 1781. évben (ekkor történt az átvezetés) 41 településen 161 birtokot adtak el görög, örmény, szerb macedón és más földbirtokosoknak. Köztük K. Izsák hadi szállító 70 000 kataszteri holdat vett meg, N. Kristóf és testvére N. Ciril marha kereskedők 50 000 k.h. földet vettek, – ez a terület a Csanádi egyházmegye birtoka volt. C. Kristóf lókereskedő 35 000 k. holdat vásárolt és így tovább. A jobbágytartás jogát is megkapták, az új földbirtokosok új jobbágyokat is hoztak, és ezek általában ortodox vallásúak voltak.
A bányajogot is eladták.

## 1778-ban visszasorolva a magyarországi megyerendszerbe
1778-ban sorolták vissza Temesközt a magyarországi megyerendszerbe. Temes, Torontál és Krassó megyék élére főispánt neveztek ki (kivétel a határőrvidék). Ezzel megszűnt a magyarok diszkriminációja. Temesvár város 1790-ben vált szabad királyi várossá. Az ősi Csanádi egyházmegye 1778-ban térhetett vissza saját egyházmegyéje területére, – most már Temesvárra. Az ősi székhelyét, Csanád várat, bár a török használható állapotban adta vissza, a Habsburg császár gróf Etlingen császári tanácsos vezetésével lebontatta. Nádasdi László Csanádi püspök hivatását nem tudta betölteni Bánságban 1729-ben elhunyt.Bánság továbbra is a császári haditanács uralma alatt volt.A magyar királyság Csanádi püspökségének vissza állítása csak 1778 év után jöhetett létre, miután bánság vissza kerül a magyar királyság joghatósága alá. A Bach korszakban a mese kategóriájába tartozó írások láttak napvilágot, sajnálatos módon manapjainkban újra találkozni lehet ezekkel a régi mesékkel. A temesvári dómtéri székesegyházat 1783-ban szentelte föl Kőszegi László püspök. A szerb ortodox püspökségi templomot 1791. évben, a püspökségi székházat 1865-ben szentelték föl. Az önálló román ortodox templomot 1912-ben szentelték föl.
A katonai irányítás 60 éve, a magyarok kirekesztése nyomot hagyott a Temesköz társadalmi fejlődésében. Civil társadalom nem működött. 1778 előttről készült írásos dokumentumok nem lettek föltárva. A kirekesztés 60 éve legsúlyosabban a magyarságot érte, létszámuk drasztikusan csökkent.
Az interneten elérhetővé váltak egyes XIX. századi monográfiák és hasonló írások, köztük Borovszky Samutól a Csanád Vármegye Története 1715-ig című monográfiája. A magyarokat ért tragikus XVIII. századi temesközi változásokról az író nem ír. A falvak lakosainak létszámát itt-ott a pápai tized jegyzékekből vezeti le, és nem veszi figyelembe, hogy a magyar lakosság ekkor már leminősített hontalan zsellérként létezett számbavétele nem volt lehetséges. 1715-ig Csanád vármegye nem létezett, de Csanádi egyházmegye sem, újraszervezését 1778-ig a Habsburgok megakadályozták. Mindezeket a tévedéseket a szomszéd népek a saját javukra használják. 
A német bánsági betelepítés csak részben teljesült, a német lakosság a teljes lakosságnak legfeljebb a negyedét érte el időlegesen. A 60 év kirekesztést, az őshonos magyar lakosság zsellérként pusztákon, vándorkubikusként élte át a nehéz időket.A magyarság egyenjogúsítása után aránylag hamar pótolták a lemaradást, de ekkor már főleg a városokba költöztek. 1850-ben készült népszámlálás (német) kimutatta, hogy a magyar, a német, a román és a szerb lakosság kb. hasonló arányban él Bánságban /14/ A Habsburgok törekvése, hogy a római katolikus vallás legyen a domináns vallás, beteljesült. A XIX. században már a magyar és német katolikusok voltak többségben Bánságban. A németek a paraszti társadalomban nagy előnyben voltak: megkapták a kitelepítettek házait, családonként 24 kataszteri hold szántóföldet, 6 kh. rétet, 3 kh. legelőt. Igavonó állatokat is kaptak. Szabadmenetű jobbágyok lettek.
A Temesvár közepére épített óriási vár tele volt kaszárnyákkal, katonai létesítményekkel. Maga a vár volt Temesvár. A várban 180 ház állott a középkori Szent György-templommal, de a császáriak ezt is lebontották. Temesvár 1790-ben megkapta a szabad királyi város rangot. A gyors fejlődésének maga a vár lett az akadálya, ezért megkezdték a kaszárnyák kitelepítését. Elkészült a város rendezési terve, és ebben a vár részleges lebontásával számoltak. Nagy érdeme volt a rendezési tervek elkészítésében Ybl Lajos budapesti építésznek és Szilárd Emil városi főépítésznek.
A Temes és a Béga folyók vízrendezését állami közreműködéssel végezték 1902 és 1912 között.
Temesvár a XIX. és XX. században lett modern nagyváros.
A Temesköz sosem volt Bánság, nem volt soha külön közigazgatási terület. A „Bánát” nevet a németek hagyták hátra, mára a köztudatban a Bánát elnevezés a használatos, a román, a magyar, a szerb és a német nyelven, az eredeti magyar ősi tájnév a Temesköz.